# ルチン
ルチン（英: Rutin）は、薬草などとして用いられていたミカン科のヘンルーダから発見された柑橘フラボノイド配糖体の一種。化合物名は単離されたヘンルーダの学名 Ruta graveolens による。

## 存在
タデ科のダッタンソバ、ソバの実に含まれ、ダッタンソバはソバの100倍含む。ダイオウ属植物の葉および葉柄、アスパラガスなど、ブラジルの fava d'anta の樹の果実、エンジュの花、果物や果皮（特にオレンジ、グレープフルーツ、レモン、ライムといった柑橘類）、クワの実、トネリコの実、クランベリーなどベリー類に含まれる。

## 化学
分子式は C27H30O16 で、クェルセチンの3位に二糖のβ-ルチノース（6-O-α-L-ラムノシル-β-D-グルコース）がグリコシド結合したフラボノイド配糖体である。ルトシドあるいは、クェルセチン 3-O-ルチノシド、と称する。
水から再結晶したものは通常3水和物で、淡黄色の針状結晶、214 - 215 ℃ で分解する。CAS登録番号は [153-18-4]。天然ルチンは水に不溶性で、アルコールに溶解する。
類縁体
ルチン（クェルセチンルチノシド）はクェルシトリン（クェルセチンラムノシド）と同様に、クェルセチンの配糖体である。両者の化学構造は近似するが、グリコシド結合している糖に違いが存在する。

## 利用

### 生薬
クェルセチンとルチンは、多くの国で血管保護の薬剤として使用され、おびただしい数の総合ビタミン剤や植物性の生薬の成分である。

### 獣医学
獣医学でイヌおよびネコの乳び胸の管理に使用されている。

### 食品添加物
日本では、ルチンの抽出物や酵素処理された成分が食品添加物として認められている。酵素処理で糖を付加したα-グルコシル-ルチンは水溶性が高い。

## 安全性
- ソバは食品衛生法によるアレルゲンの特定原材料5品目の一つとして表示が義務付けられ、ソバから抽出されたルチンは、不純物としてソバアレルギーの原因蛋白質が含まれる可能性がある。
- クェルセチンは、Ames試験によりフラボノイド中で最も変異原性の高い物質といわれているが、クェルセチンに分解する前のルチンには変異原性がないといわれている[6]。

## 効能と有効性
ルチンは「健康によい」とされて、抗炎症効果や血流改善効果が報告されている。国立健康・栄養研究所の報告で変形性関節症に対する有効性について言及されている。生体内代謝産物となる活性本体クェルセチンは、非感染性前立腺炎の治療に対して有効性が認められている。ドイツのコミッション E で花粉症による炎症の抑制効果に効果が認められ、栄養学ではフードファディズムと一線を画する微量栄養素と考えられる。
マウス、ラット、ハムスター、ウサギ、in vitro 研究におけるルチンおよびクェルセチンの効果は研究が多い。
- ルチンは血小板凝集を阻害し[14]、毛細血管透過性を減少させることにより、抗凝血作用を示し、血行を改善する[要出典]。
- ルチンは一部の動物や in vitro モデル実験で抗炎症活性を示す[15][16]。
- ルチンはアルドースレダクターゼ活性を阻害する[要出典]。アルドースレダクターゼは通常、眼や人体の至る処に存在する酵素である。アルドースレダクターゼはグルコースの糖アルコールであるソルビトールへの変換を触媒する。
- ルチンは毛細血管を強化することから[要出典]、血友病症状を低減することができる。脚の一般的な見た目の悪い静脈浮腫を予防することができると考えられていたが、ルチンを含むソバ茶の効果を検証した二重盲検臨床研究ではプラセボ以上の有意な効果は認められなかった[17]。
- 蕎麦に含まれるルチンは、毛細血管強化[18]、高血圧予防[19]、酸化防止[20][21]などの生理活性を有する[2]。
- ルチンが痔、静脈怒張、細小血管障害（英語版）の治療に使用できるとするいくつかの証拠が存在する[3]。
- ルチンは抗酸化剤でもある[22]。クェルセチン、アカセチン、モリン、ヒスプデュリン、ヘスペリジン、ナリンギンと比較すると最も活性が強い[23]。ほかの試験では、ルチンの効果はクェルセチンの効果と比較すると弱いあるいはごくわずかであった[24][25]。

## 生化学

### 生合成
植物の Fava d'anta(英) は、ルチン合成酵素活性によって生合成される。

### 配位子としての役割
ルチンは陽イオン（カチオン）と結合し、植物の細胞へ土壌から栄養素を供給する。ヒトでは、鉄イオンFe2+に取り付き、過酸化水素への結合を妨げ、細胞に傷害を与えるフリーラジカルの生成を抑える。抗酸化物質でもある。
さらに、ルチンは in vitro で細胞毒性を示さない濃度で血管内皮細胞増殖因子 (VEGF) を阻害することが示されていることから、血管新生阻害剤として働く。これはがんの増殖や転移の制御に可能性を示している。

### 代謝
アルペルギルス・フラブス (Aspergillus flavus) においてケルシトリナーゼが発見された。これはルチン異化経路の酵素である。

## ビタミンP
1930年代に発見され、ビタミン様の働きがあることから単体でビタミンPと呼ばれていた。後にビタミンPを構成するクェルセチンやヘスペリジン、エリオシトリンなどいくつかの物質が発見され、ルチンが単体でビタミンPと呼ばれることはなくなった。日本ビタミン学会ではビタミンPをビタミン様物質として規定している。つまり、ビタミンPはビタミンではない。